# Power Rangers Ninja Storm
Power Rangers Ninja Storm là series Power Rangers thứ 10, chuyển thể từ Ninpuu Sentai Hurricanger. Đây là series đầu tiên thuộc bản quyền công ty Walt Disney sau khi mua lại thương hiệu Power Rangers từ Saban Entertainment, và cũng là series đầu tiên được quay ở New Zealand. Series được phát sóng trên đài ABC Kids, và không có phần team-up với các chiến đội Power Rangers trước đó do chuyển trường quay từ Los Angeles sang New Zealand.

## Cốt truyện
Sâu trong những ngọn núi là học viện Ninja. Văn thư cổ đại ghi chép rằng: những chiến binh ưu tú nhất sẽ được chọn trở thành các Ranger bảo vệ nhân loại. Và thế giới Ninja tồn tại hai trường phái: Wind Ninja và Thunder Ninja. Tại học viện Wind Ninja, có ba học viên có tiềm năng lớn nhưng lười nhác là Shane Clarke, Tori Hanson và Dustin Brooks. Một ngày nọ, bè lũ Ninja tà ác từ ngoài vũ trụ do Lothor cầm đầu kéo đến phá huỷ học viện, bắt giữ tất cả học viên. "Sensei" Kanoi Wantanabe, hiệu trưởng học viện phải biến thành chuột lang để thoát thân. Shane, Tori và Dustin không ở học viện nên thoát nạn. Cam, con trai của Sensei dẫn đến Ninja Ops, căn cứ bí mật dưới lòng đất. Sensei trao cho họ các Wind Morpher, chiến đấu với bè lũ Lothor dưới danh nghĩa Wind Rangers. Sau này, họ gặp Hunter và Blake Bradley, tức các Thunder Ranger, hai học viên sót lại của học viện Thunder Ninja do học viện này cũng bị bè lũ Lothor tấn công. Các Ninja của hai trường phái giờ phải hợp tác với nhau, cùng với cả Cam, sau này là Green Samurai Ranger, đánh đuổi bè lũ Lothor ra khỏi Trái Đất, bảo vệ nhân loại.

## Nhân vật

### Wind Rangers
- Shane Clarke - Red Wind Ranger - "Power of Air!"

Đội trưởng nhóm Wind Rangers, sử dụng sức mạnh không trung. Anh có nhiệt huyết và ý thức trách nhiệm rất cao, luôn thúc đẩy các đồng đội trong cuộc chiến với Lothor. Tuy vậy, anh cũng rất bảo thủ, cứng nhắc và tự cao, luôn muốn mình là trung tâm, nên nhiều lần làm đồng đội mất lòng. Dù vậy, Shane cũng là người hài hước, hay là kẻ "đầu têu" các trò đùa của nhóm. Ngoài việc làm Ranger, anh còn có sở thích trượt ván. Lúc nhỏ, Shane từng cứu một cô gái ngoài hành tinh tên là Skylar khỏi sự truy đuổi của kẻ săn tiền thưởng Vexacus. Sau này, Skylar trở lại Trái Đất, trao cho anh sức mạnh mới - bộ giáp Battlizer. Shane còn có một người anh trai tên Porter, một doanh nhân thành đạt. Porter luôn nghi ngờ về sự trưởng thành của Shane. Nhưng khi thấy Shane trong bộ dạng Red Wind Ranger, nhận ra trọng trách cao cả mà em trai mình đang gánh vác, Porter đã thay đổi cách nhìn và dành cho Shane một sự tôn trọng nhất định.
- Victoria "Tori" Hanson - Blue Wind Ranger - "Power of Water!"

Thành viên nữ duy nhất trong nhóm, sự dụng sức mạnh của nước. Cô có vẻ ngoài cá tính cùng sở thích lướt sóng. Tori là người hiền lành, sâu sắc, cư xử khéo léo và biết lắng nghe. Cô rất thân với Cam, thường xuyên lắng nghe anh tâm sự, và không bao giờ hùa theo đồng đội trêu chọc Cam, thời điểm anh chưa trở thành Green Samurai Ranger. Vì là thành viên nữ duy nhất, cô cũng nhận được nhiều sự quan tâm từ các thành viên trong nhóm, đặc biệt là Blake. 
- Waldo "Dustin" Brooks - Yellow Wind Ranger - "Power of Earth!"

Thành viên thứ ba trong nhóm, sử dụng sức mạnh của đất. Ngoài việc làm Ranger, anh thường làm việc tại cửa hàng đồ thể thao của Kelly. Dustin khá hài hước nhưng lập dị,đam mê truyện tranh và motor địa hình. Anh còn là người tốt bụng và luôn tin tưởng đồng đội. Dù vậy, đôi lúc Dustin cảm thấy tự ti nên luôn muốn được chú ý. Anh có thời gian được chọn làm đội trưởng thay Shane, nhưng thấy bản thân không phù hợp nên đã để Shane tiếp tục làm đội trưởng. Dustin là người đầu tiên quen biết Hunter và Blake, do có cùng sở thích đua motor địa hình. Dù sau này biết hai anh em họ là Thunder Rangers và cùng phe với Lothor, Dustin vẫn tin hai người họ, giúp họ hoá giải hiểu lầm về Sensei, đồng thời vạch trần sự xảo trá của Lothor và giúp hai người trở thành một phần của cả nhóm.

### Thunder Rangers
Chung số phận với học viện Wind Ninja, học viện Thunder Ninja cũng bị Lothor tấn công và bắt giữ tất cả học viên. Trong tình thế nguy cấp, hiệu trưởng trao Thunder Morpher cho hai anh em Hunter và Blake Bradley, hai học viên xuất sắc nhất học viện, trở thành Thunder Rangers, nhưng rồi cũng bị bắt. Lothor bịa chuyện cha mẹ hai anh em bị Sensei Wantanabe hạ sát để lợi dụng họ. Đem lòng hận thù, hai anh em quyết tiêu diệt nhóm Wind Rangers để báo thù. Nhưng cũng nhờ Wind Rangers và họ hiểu ra tất cả chỉ là vở kịch của Lothor. Hai anh em từ đó hợp tác với Wind Rangers, cùng nhau chống lại Lothor. Sau khi hoá giải hiểu lầm, hai anh em đến làm việc cùng Dustin tại cửa hàng đồ thể thao Kelly. Hunter và Blake vốn là trẻ mồ côi và không phải anh em ruột, nhưng được cha mẹ nhận nuôi và lớn lên cùng nhau như anh em một nhà. 
- Hunter Bradley - Crimson Thunder Ranger - "Power of Thunder!"

Một chiến binh mạnh mẽ, quả cảm, cũng là người đồng đội đáng tin cậy, nhưng cũng rất bảo thủ và cứng đầu. Mới đầu, anh luôn xung khắc với Shane, và cả hai kéo nhau vào cuộc đối đầu phân định vị trí đội trưởng. Nhưng sau cùng, hai người nhận ra điểm mạnh của nhau, và cùng sát cánh chiến đấu. Hunter có một đứa cháu cũng mồ côi cha mẹ từ nhỏ, nên anh luôn cố gắng bù đắp và dành cho cậu tình yêu thương và sự an toàn tuyệt đối. 
- Blake Bradley - Navy Thunder Ranger - "Power of Thunder!"

Một anh chàng hài hước, nhí nhố, dễ hoà đồng và khoái cà khịa người khác, trừ anh trai Hunter. Lớn lên cùng Hunter từ nhỏ nên Blake hiểu Hunter hơn bất cứ ai và luôn dành cho anh trai mình sự kính trọng nhất định. Sau này, anh còn nảy sinh tình cảm với Tori nhưng không dám nói hay thể hiện ra bên ngoài, và cả hai đến cuối cùng vẫn chỉ là bạn tốt của nhau.

### Đồng minh
- Cameron "Cam" Watanabe - Green Samurai Ranger

Con trai của Sensei Wantanabe, là hậu phương vững chắc cho các Rangers. Anh là người tận tình, chu đáo, toàn diện cả trí tuệ lẫn kỹ năng chiến đấu, nhất là về công nghệ. Tất cả vũ khí, chiêu thức, MegaZords của Wind Rangers đều do anh sáng chế. Dù vậy, Cam luôn muốn được chiến đấu, trở thành Ranger. Mới đầu, Cam rất khó chịu với nhóm Shane, Tori, Dustin, và với cả cha mình vì ông nuông chiều anh quá mức và để cho ba tên cá biệt lại trở thành Wind Rangers, điều mà đáng ra Cam xứng đáng hơn, cũng là điều anh khao khát. Lý do là Sensei đã hứa với Miko, người vợ quá cố rằng sẽ không để con trai gặp bất cứ rắc rối nào. Nhưng khi nhóm Rangers bị đánh bại và không có cửa thắng, Cam phải quay về quá khứ để tìm sức mạnh mới. Anh gặp lại mẹ, và được bà giao lại khối cầu Samurai - bảo vật gia truyền của gia đình. Cam từ đó trở thành Green Samurai Ranger, sát cánh cùng các Rangers chiến đấu với Lothor.  
- "Sensei" Kanoi Watanabe

Hiệu trưởng học viện Wind Ninja. Khi bè lũ Lothor tấn công học viện, ông phải biến thành chuột lang để thoát thân, và bất đắc dĩ giao lại Wind Morphers cùng trọng trách trở thành Wind Rangers - vốn chỉ dành cho những người ưu tú nhất - cho ba học sinh cá biệt của mình. Ông là người thầy nghiêm khắc nhưng cũng rất hiểu các học trò, luôn là người chỉ dẫn cho nhóm Wind Rangers trong cuộc chiến với Lothor. 
- Kelly

Chủ cửa hàng đồ thể thao, nơi Dustin, Hunter và Blake làm việc.
- Miko Watanabe

Người vợ quá cố của Sensei Kanoi Wantanabe, cũng từng là người nắm giữ khối cầu Samurai. Khi Cam quay trở về quá khứ và đánh bại Kiya (sau này chính là Lothor), bà đã giao lại khối cầu cho con trai, để anh trở thành Green Samurai Ranger.

### Quân đoàn Lothor
Là quân đoàn tập hợp các Ninja tà ác từ ngoài vũ trụ, với âm mưu tiêu diệt các Ninja Trái Đất và thống trị địa cầu.
- Lothor

Tên thật là Kiya Wantanabe, em trai song sinh của Sensei Wantanabe. Hắn cũng từng theo học tại học viện Wind Ninja. Nhưng trong thời gian theo học, hắn ngấm ngầm học các chiêu thức Ninja hắc ám. Mọi sự vỡ lở khi hắn âm mưu chiếm lấy khối cầu Samurai, và bị trục xuất khỏi học viện ngay lập tức. Sau khi bị trục xuất, hắn đã gặp gỡ và thuyết phục các Ninja tà ác từ ngoài vũ trụ làm tay sai cho mình. Từ đó, hắn lấy danh xưng Lothor - tên của một chiến binh tà ác cổ đại, quay lại báo thù học viện Wind Ninja và anh trai mình, xa hơn là thống trị Trái Đất.
- Marah và Capri

Hai cô cháu gái của Lothor, nhưng làm thì ít mà phá hoại thì nhiều. Không ít lần những pha xử lý đi vào lòng đất của hai ả khiến Lothor phải đau đầu.
- Zurgane

Một tuỳ tùng mạnh mẽ và trung thành của Lothor. Hắn có trí tuệ, giỏi máy móc cùng kỹ năng chiến đấu thượng thừa, không ít lần khiến nhóm Rangers khốn đốn.
- Choobo

Là một thầy pháp nhưng ngoài việc làm phép, hắn không còn năng lực nổi trội nào, ngốc nghếch và thiếu hẳn kỹ năng chiến đấu. Vì vậy mà Lothor chưa bao giờ coi trọng hắn
- Vexacus
- Motodrone
- Shimazu

## Truyện tranh
Nhà sản xuất đã tiết lộ rằng Cam đã gia nhập nhóm Rangers thành lập trên nhiều vũ trụ khác nhau để theo dõi "Shatter Grid" trong "Beyond the Grid", cùng với Ranger Slayer, The Magna Defender, Andros, Tanya và Dino Charge chưa được xác định.